# Krautschädl
Krautschädl ist eine österreichische Rockband aus Wels. Die Gruppe spielt Alternative Rock mit starken Einflüssen von Funk, Ska und Metal, während der Text im oberösterreichischen Dialekt vorgetragen wird.

## Biographie
Im Frühjahr 2004 begann die Band, Konzerte zu geben. Ein Jahr später wurde eine Demo-CD aufgenommen. Später nahmen Krautschädl ein Album auf, das im Herbst 2005 nach Vertragsabschluss mit dem Majorlabel Sony BMG noch einmal neu eingespielt wurde. Weiters wurde ein Video zum Song Zeit zum Denga gedreht, das auch auf gotv zu sehen war. Das Album erschien unter dem Namen Krautschädl im März 2006. Im Mai 2007, erschien der Nachfolger Im Kraut, der in Österreich kurzzeitig kommerziell erfolgreich war. Zum Album Im Kraut wurden zwei Videos gedreht, eines zu An Woiza, das andere zu S’Bäckerschupferl. Die beiden Videos wurden von den SunProjectStudios in Pettenbach gedreht. Die Tour Schupf die Schädla führte Krautschädl 2008 durch Österreich und Deutschland.
Im Februar 2012 nahm die Band mit Einsturzgefohr bei Österreich rockt den Song Contest von Ö3 teil. Im Mai 2012 erhielten Krautschädl den Amadeus Austrian Music Award 2012 in der Kategorie „Hard & Heavy“. 2015 erschien das Album Immer mit da Ruhe.
Mit ihrem offenen Brief an den Sänger Andreas Gabalier nahm die Band 2018 politisch sehr kritisch Stellung zu Themen wie Heimat, Nationalismus und Erziehung. Gabalier nahm dazu einige Monate später in einem Interview indirekt Stellung, als er an die Medien appellierte: „Gebt nicht jedem Krautschädl, den vorher keiner gekannt hat, eine Plattform, nur weil er den bösen, bösen Gabalier nicht mag.“
Ende 2019 löste sich die Band auf und spielte am 31. August ihr vorerst letztes Konzert. Im Rahmen der Amadeus-Verleihung 2019 wurden sie in der Kategorie Hard & Heavy ausgezeichnet.
Im Juni 2024 nahmen Philipp Sikora, Christoph Hehn und mit Moritz Holy ein neuer Bassist die Arbeit am Projekt wieder auf.

## Diskografie

### Studioalben
| Jahr | Titel             | Höchstplatzierung, Gesamtwochen, AuszeichnungChartsChartplatzierungen (Jahr, Titel, Platzierungen, Wochen, Auszeichnungen, Anmerkungen) | Anmerkungen                              |
| Jahr | Titel             | AT | Anmerkungen                              |
| ---- | ----------------- | --- | ---------------------------------------- |
| 2006 | Krautschädl       | AT67 (1 Wo.)AT | Erstveröffentlichung: 31. März 2006      |
| 2007 | Im Kraut          | AT22 (1 Wo.)AT | Erstveröffentlichung: 10. Mai 2007       |
| 2011 | GemmaGemma        | AT16 (3 Wo.)AT | Erstveröffentlichung: 4. März 2011       |
| 2015 | Immer mit da Ruhe | AT8 (2 Wo.)AT | Erstveröffentlichung: 25. September 2015 |

### Kompilationen
| Jahr | Titel         | Höchstplatzierung, Gesamtwochen, AuszeichnungChartsChartplatzierungen (Jahr, Titel, Platzierungen, Wochen, Auszeichnungen, Anmerkungen) | Anmerkungen                        |
| Jahr | Titel         | AT | Anmerkungen                        |
| ---- | ------------- | --- | ---------------------------------- |
| 2019 | This Is Kraut | AT11 (4 Wo.)AT | Erstveröffentlichung: 8. März 2019 |

### Weitere Alben
- 2004: Demo-CD (Selbstverlag)

### Singles
| Jahr | Titel Album                   | Höchstplatzierung, Gesamtwochen, AuszeichnungChartsChartplatzierungen (Jahr, Titel, Album, Platzierungen, Wochen, Auszeichnungen, Anmerkungen) | Anmerkungen                              |
| Jahr | Titel Album                   | AT | Anmerkungen                              |
| ---- | ----------------------------- | --- | ---------------------------------------- |
| 2012 | Einsturzgefohr –              | AT45 (1 Wo.)AT | Erstveröffentlichung: 20. Januar 2012    |
| 2015 | Feiah fonga Immer mit da Ruhe | AT30 (18 Wo.)AT | Erstveröffentlichung: 18. September 2015 |

Weitere Lieder
- 2019: Mocht jo nix (AT: Gold)

## Auszeichnungen für Musikverkäufe
Anmerkung: Auszeichnungen in Ländern aus den Charttabellen bzw. Chartboxen sind in ebendiesen zu finden.
| Land/RegionAuszeichnungen für Musikverkäufe (Land/Region, Auszeichnungen, Verkäufe, Quellen) | Gold  | Platin | Verkäufe | Quellen |
| -------------------------------------------------------------------------------------------- | ----- | ------ | -------- | ------- |
| Österreich (IFPI)                                                                            | Gold1 | —      | 15.000   | ifpi.at |
| Insgesamt                                                                                    | Gold1 | —      |          |         |